# Pont aeri
|  | Per a altres significats, vegeu «Pont Aeri (discoteca)». |

En l'àmbit de l'aviació comercial es coneix com a pont aeri una línia regular entre dos punts que tenen una elevada freqüència de vols i fins i tot un horari determinat per la demanda. Com a exemple a l'Estat Espanyol, el pont aeri Barcelona - Madrid va arribar a ser fins al 2008 la ruta aèria regular més transitada del món.
És també un tipus d'operació militar en la que a una àrea ubicada en territori hostil o amenaçat és assegurada, permetent l'aterratge de noves tropes o material bèl·lic, proporcionant un espai de manobra per a la consecució de les subsegüents operacions projectades. Normalment la zona involucrada, és el resultat d'una invasió per part de les tropes aerotrasportades durant la fase d'assalt aeri. Pot també ser utilitzada com a punt de reaprovisionament de combustible per a operacions ràpides o menys permanents.